# IC 1624
IC 1624 ist ein offener Sternhaufen im Sternbild Tukan, der eine scheinbare Helligkeit von 12,9 mag hat. Das Objekt wurde am 5. September 1826 von James Dunlop entdeckt.